# Andries Lourisz. Swaenswijck
Andries Lourisz. [van] Swaenswijck (Leiden, tweede helft 16e eeuw - begraven Gouda, 22 juni 1643) was burgemeester van de Noord-Nederlandse stad Gouda. Van 1635 tot 1638 was hij lid van de Raad van State.

## Leven en werk
De in Leiden geboren Swaenswijck trouwde op 10 november 1602 met de uit Gouda afkomstige Clementine Michiels Vlack. Hij vestigde zich in Gouda. Van 1618 tot 1643 maakte hij deel uit van de Goudse vroedschap. Hij werd na de wetsverzetting in 1618 door prins Maurits benoemd tot lid van de vroedschap. Na de wetsverzetting in 1619 werd hij herbenoemd. Hij vervulde als vroedschap diverse regentenfuncties. Zo was hij onder meer tresorier en fabriekmeester. Van 1627 tot 1630 vertegenwoordigde hij het gewest Holland in de Admiraliteit van Amsterdam. In de jaren 1635 tot 1638 maakte Swaenswijck deel uit van de Raad van State. Van 1620 tot 1624 was hij kolonel der schutterij. Op het schuttersstuk van de Goudse schilder Jan Daemesz. de Veth staat hij afgebeeld.
Swaenswijck behoorde in de vroedschap tot de tegenstanders van de fanatieke baljuw Anthony Cloots. Twee toneelstukken, waarin Cloots te kijk werd gezet, werden toegeschreven aan de oom van zijn vrouw, Cornelis Vlak.
Swaenswijck werd in de periode tussen 1624 en 1643 zeven maal gekozen tot burgemeester van Gouda. Na zijn overlijden in 1643 werd Swaenswijck op 22 juni van dat jaar begraven in de Sint-Janskerk aldaar.

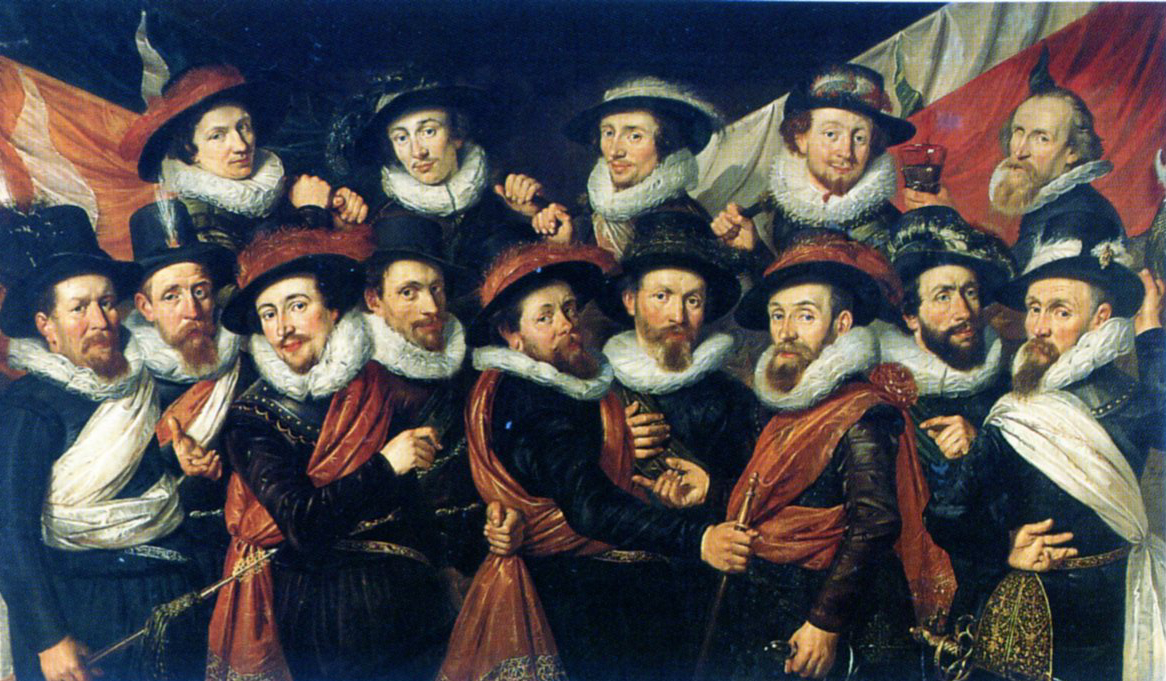
Officieren van de schutterij onder leiding van kolonel kolonel Andries Swaenswijck in 1622 (Andries Swaenswijck staat geheel aan de linkerzijde)